# ايمي ويلسون
ايمي ويلسون (9 يونيو 1980 - ) (بالإنجليزية: Amy Wilson)‏ هي لاعبة كرة قدم أسترالية في مركز الوسط، شاركت في الألعاب الأولمبية الصيفية 2000. وشاركت مع منتخب أستراليا لكرة القدم للسيدات.

## وصلات خارجية
- ايمي ويلسون على موقع الاتحاد الدولي (مؤرشف)  (الإنجليزية)
- ايمي ويلسون على موقع قاعدة بيانات كرة القدم.إي يو (الإنجليزية)
- ايمي ويلسون على موقع اللجنة الأولمبية الدولية (الإنجليزية)
- ايمي ويلسون على موقع أوليمبيديا (الإنجليزية)
- ايمي ويلسون على موقع اللجنة الأولمبية الأسترالية (الإنجليزية)